# Sysstema semicirculata
Sysstema semicirculata là một loài bướm đêm trong họ Geometridae.